# 邝小平
邝小平（1956年1月—），男，汉族，江西寻乌人，中共党员，中华人民共和国政治人物。

## 生平
邝小平于1974年7月参加工作，期间曾在江西共產主義勞動大學求学，并于1980年1月加入中国共产党，仕途未曾离开江西省；曾担任该省赣州地区兴国县的中共党委书记，期间，他致力于发展兴国县各产业、帮助当地民众摆脱贫困，因表现优异，于1995年获得中共中央组织部表彰为“全国优秀县委书记”。
其后，邝小平于1998年12月升任中共赣州地（市）委常委、宣传部部长；并于2000年7月转任中共萍乡市委副书记，两年后更升任该市人民政府市长。2006年11月，转任江西省工商行政管理局局长、党组书记。2015年3月，退居二线，改任江西省政协经济委员会副主任。2018年1月换届退休。